# Яхрома
 Тази статия е за града.  За едноименната река вижте Яхрома (река).  
Яхрома (на руски: Яхрома) е град в Русия, разположен в Дмитровски район, Московска област. Населението му през 2010 година е 13 085 души. На мерянски език Яхрома означава „езерна река“ (от „яхре“ – езеро).
Отстои на 55 км северно от столицата Москва. В покрайнините на града се намират спортно-развлекателните комплекси „Яхрома“ и „Волен“.

## История
Градът възниква през 1841 г. поради откриването на шивашка фабрика на река Яхрома и е наричан Покровска мануфактура. През 1901 г. е открита жп гара Яхрома и оттогава селището носи сегашното си име. Яхрома е със статут на град от 7 октомври 1940 г.